# Svarthalsad rödkotinga
Svarthalsad rödkotinga (Phoenicircus nigricollis) är en fågel i familjen kotingor inom ordningen tättingar.

## Utbredning och systematik
Fågeln förekommer från sydöstra Colombia till sydvästra Venezuela, nordöstra Peru och västra och centrala Amazonområdet i Brasilien. Den behandlas som monotypisk, det vill säga att den inte delas in i några underarter.

## Status
IUCN kategoriserar arten som livskraftig.